# Conus brianhayesi
Conus brianhayesi é uma espécie de gastrópode do gênero Conus, pertencente à família Conidae.